# Albertina Frederica de Baden-Durlach
Albertina Frederica de Baden-Durlach (en alemany Albertine Friederike von Baden-Durlach) va néixer a Karlsburg (Alemanya) el 3 de juliol de 1682 i va morir a Hamburg el 22 de desembre de 1755. Era una noble alemanya, filla de Frederic VII de Baden-Durlach (1647-1709) i d'Augusta Maria de Schleswig-Holstein-Gottorp (1649-1728).

## Matrimoni i fills
El 3 de setembre de 1704 es va casar a Eutin amb Cristià August de Holstein-Gottorp (1673-1726), fill del duc Cristià Albert (1641-1695) i de la princesa de Dinamarca Frederica Amàlia (1649-1704). El matrimoni va tenir dotze fills: 
- Sofia (1705-1764), abadessa de Herford.
- Carles (1706-1727), príncep-bisbe de Lübeck.
- Frederica (1708-1731)
- Anna (1709-1768), casada amb Guillem de Saxònia (1701-1771).
- Adolf Frederic (1710-1770), rei de Suècia, casat amb Lluïsa Ulrica de Prússia (1720-1782).
- Frederic August (1711-1785), comte i després duc d'Oldenburg, casat amb Frederica de Hessen-Kassel (†1787).
- Joana Elisabet (1712-1760), casada amb el príncep Cristià August d'Anhalt-Zerbst (1690-1747) i que fou la mare de la tsarina Caterina II de Rússia.
- Frederica, nascuda i morta el 1713.
- Joana, nascuda i morta el 1714.
- Guillem (1716-1719)
- Frederic (1718-1719)
- Jordi, duc de Schleswig-Holstein-Gottorp.